# Sébastien Betbeder
Pour les articles homonymes, voir Betbeder.
Cet article concerne le réalisateur et scénariste français. Pour le scénariste de bande dessinée français, voir Stéphane Betbeder.
Sébastien Betbeder est un réalisateur et scénariste français, né le 4 janvier 1975 à Pau.

## Biographie
Après des études à l'École des beaux-arts de Bordeaux, il intègre le Fresnoy.
Il réalise plusieurs films courts, puis un premier long-métrage d’inspiration fantastique, Nuage, sorti en salle en 2007. Suivent Les Nuits avec Théodore (sélectionné à Toronto, prix FIPRESCI au festival de San Francisco) et Deux Automnes Trois Hivers (programmation ACID au festival de Cannes 2013, prix spécial du jury au festival de Turin), une "dramédie" qui suit le parcours de trentenaires en prise avec les préoccupations de l’époque.
En 2014, il commence une trilogie groenlandaise avec Inupiluk (prix Jean-Vigo du court-métrage, Prix du public au Festival de Clermont-Ferrand), suivi d'un autre court métrage, Le Film que nous tournerons au Groenland, puis du long métrage Le Voyage au Groenland (sélection ACID au festival de Cannes 2016) pour lequel il embarque les comédiens Thomas Blanchard, Thomas Scimeca et François Chattot dans le très lointain village de Kullorsuaq. Le film est accompagné par l'explorateur Nicolas Dubreuil. De cette aventure filmique est né un projet transmédia composé notamment de la web-série Thomas et Thomas s’en vont au Groenland, d'un journal de bord du tournage et de contenus documentaires.
En 2015, il écrit la fiction radiophonique Kepler-452b pour France Culture.
En 2016 sort dans les salles françaises son quatrième long-métrage, Marie et les Naufragés, une comédie mettant en scène Pierre Rochefort, Vimala Pons et Éric Cantona. La bande originale du film est composée par Sébastien Tellier.
Pour Arte, il réalise des cartes blanches pour le programme Blow up et Arman hors saison, une version courte de Deux Automnes Trois Hivers.
En 2017, il participe à l'ouvrage collectif La Nouvelle comédie du cinéma français et au no 8 de la revue Répliques (entretiens sur le cinéma).
Il filme les clips Le Grand Amour, Une femme avec Micha Lescot et Dans ma tête avec Emmanuelle Devos et Régis Laspalès, extraits de l'album L'Un de nous d'Albin de la Simone.
En 2018, il réalise son sixième long-métrage, Ulysse et Mona, avec Éric Cantona et Manal Issa dans les rôles titres.

## Filmographie

### Cinéma

#### Longs métrages
- 2007 : Nuage
- 2012 : Les Nuits avec Théodore (version longue du moyen métrage Je suis une ville endormie)
- 2013 : Deux Automnes Trois Hivers
- 2016 : Marie et les Naufragés
- 2016 : Le Voyage au Groenland
- 2018 : Ulysse et Mona
- 2019 : Debout sur la montagne
- 2022 : Tout fout le camp
- 2025 : L'Incroyable Femme des neiges

#### Moyens métrages
- 2009 : La Vie lointaine
- 2010 : Yoshido (les autres vies)
- 2012 : Je suis une ville endormie

#### Courts métrages
- 1999 : La Fragilité des revenants
- 2000 : Le Haut mal
- 2003 : Des voix alentour
- 2004 : Nu devant un fantôme inspiré des lettres de Milena Jesenská et Franz Kafka[17]
- 2006 : Les Mains d'Andrea
- 2009 : Toutes les montagnes se ressemblent en collaboration avec Christelle Lheureux
- 2014 : Inupiluk
- 2015 : Le Film que nous tournerons au Groenland
- 2019 : Jusqu'à l'os
- 2021 : Planète triste
- 2023 : Mimi de Douarnenez
- 2025 : Une tentative d’évasion

### Télévision
- 2014 : Arman hors saison, Arte
- 2016 : Rendez-vous à l'angle du hasard[10], hommage à Jacques Rivette, Blow up, Arte
- 2016 : Ce sera du café éthiopien (discussion entre Nanni Moretti/Bill Murray)[18], Blow up, Arte
- 2017 : La Nuit où l'amour a failli disparaître (à partir des films de Hong Sang-soo)[19], Blow up, Arte
- 2017 : Je suis un conquérant (autour d'Éric Cantona)[20], Blow up, Arte

### Clips
- 2017 : Le Grand amour[14], Une femme[15] et Dans la tête[15] de l'album L'un de nous d'Albin de la Simone (production tôt Ou tard).

## Radio
- 2007 : Les Yeux ouverts à attendre le jour[21], (co-réalisation Jean Couturier) création radiophonique, France Culture
- 2011 : La Terre tremble (c'est ce qu'elle a de mieux à faire)[22], création radiophonique, France Culture
- 2013 : Les Monologues automne hiver (co-réalisation Jacques Taroni) 2009-2010[23] puis 2010-2011 Épilogue janvier 2012[24], l'atelier fiction, France Culture
- 2014 : Le Film que nous tournerons au Groenland, documentaire de création, Les Ateliers de la nuit, France Culture
- 2015 : Kepler-452b[8], La Vie moderne, France Culture

## Distinctions
- 2013 : prix FIPRESCI au 56e festinal de San Francisco[1] pour Nights With Theodore
- 2013 : sélection ACid Cannes[2] pour Deux Automnes Trois Hivers
- 2013 : premio speciale della Giuria du 31e festinal de Turin[3] pour Deux Automnes Trois Hivers
- 2014 : prix Jean-Vigo[4] du court-métrage pour Inupiluk
- 2014 : prix du public au 36e Festival international du court métrage de Clermont-Ferrand[5] pour Inupiluk
- 2015 : prix de la meilleure web-série internationale au Liège web fest[7] pour Thomas et Thomas s’en vont au Groenland
- 2016 : sélection ACid Cannes[6] pour Le Voyage au Groenland
- 2016 : mention spéciale du jury, Festival international du film francophone de Namur
- 2018 :  Chevalier de l'ordre des Arts et des Lettres (2018)[25]